# Ad-Dudżajl
Ad-Dudżajl (arab. الدجيل) – miejscowość w północnym Iraku, około 65 km od stolicy Iraku, Bagdadu. Liczba mieszkańców wynosi około 10 000. Zamieszkana przez szyitów.
W historii miejscowość znana jest jako miejsce mordu 148 szyitów przez reżim Saddama Husajna w 1982 roku.